# Flor nacional de Argentina

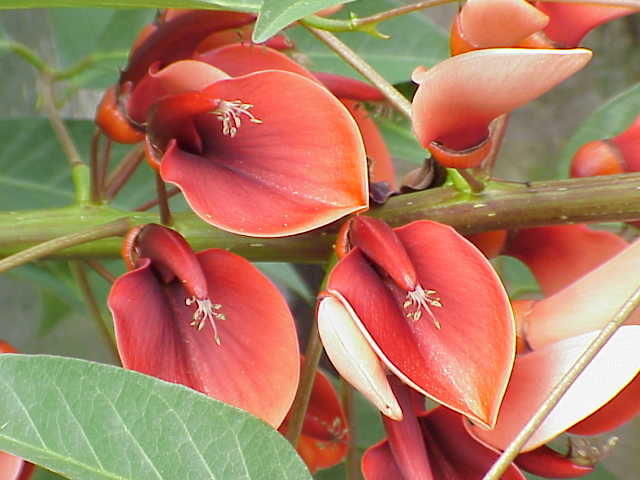
La flor del ceibo es la flor nacional de Argentina.

La flor nacional de Argentina y de la Republica Oriental del Uruguay  es el ceibo, cuyo nombre científico es Erythrina crista-galli. El 22 de noviembre de 1942 mediante el decreto 138 974 del poder ejecutivo fue declarada como tal por Argentina. Al ceibo también se lo conoce por los nombres de seibo, seíbo, gallito o bucaré. Es, asimismo, la flor nacional del Uruguay.

## Motivos de la designación

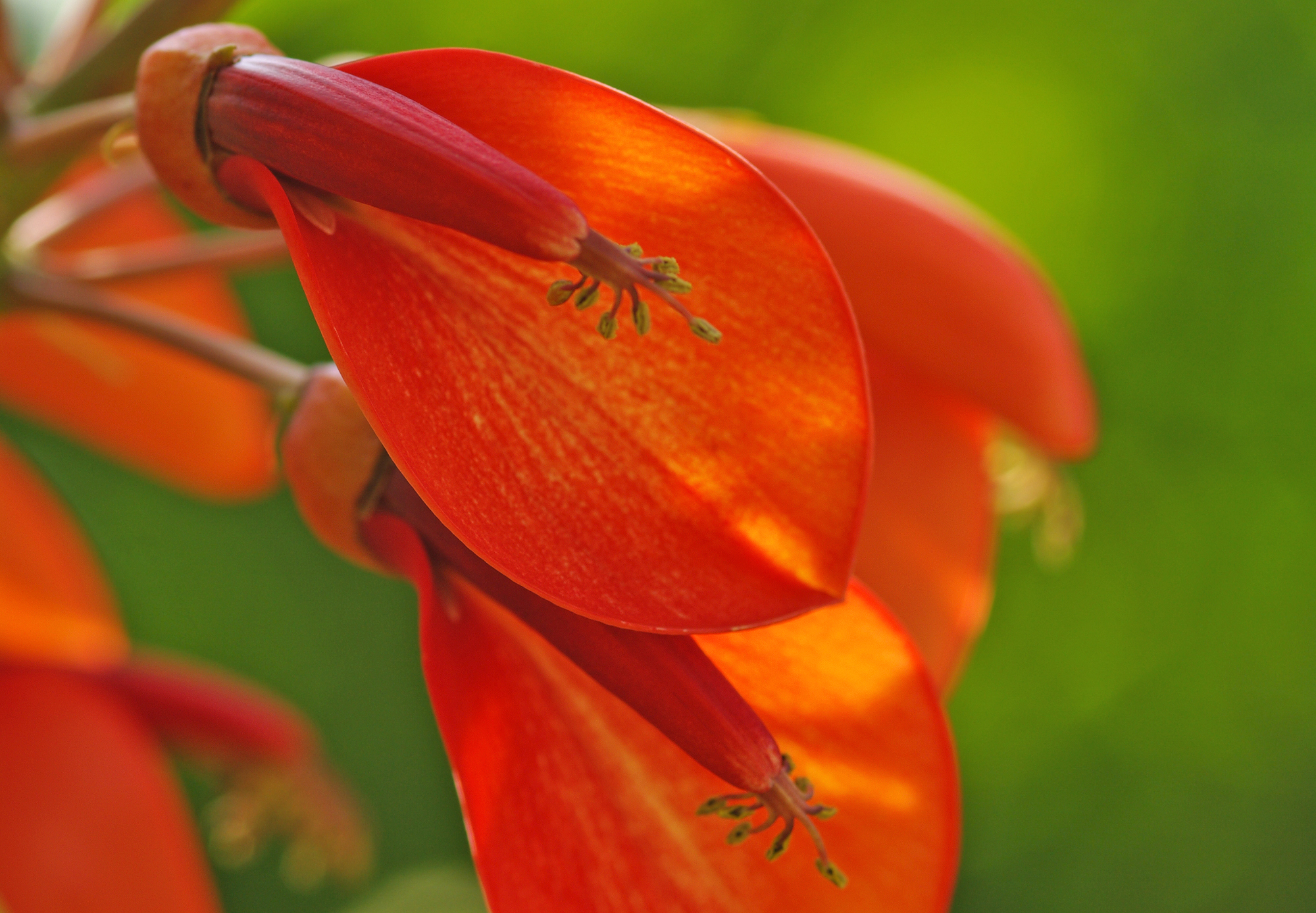

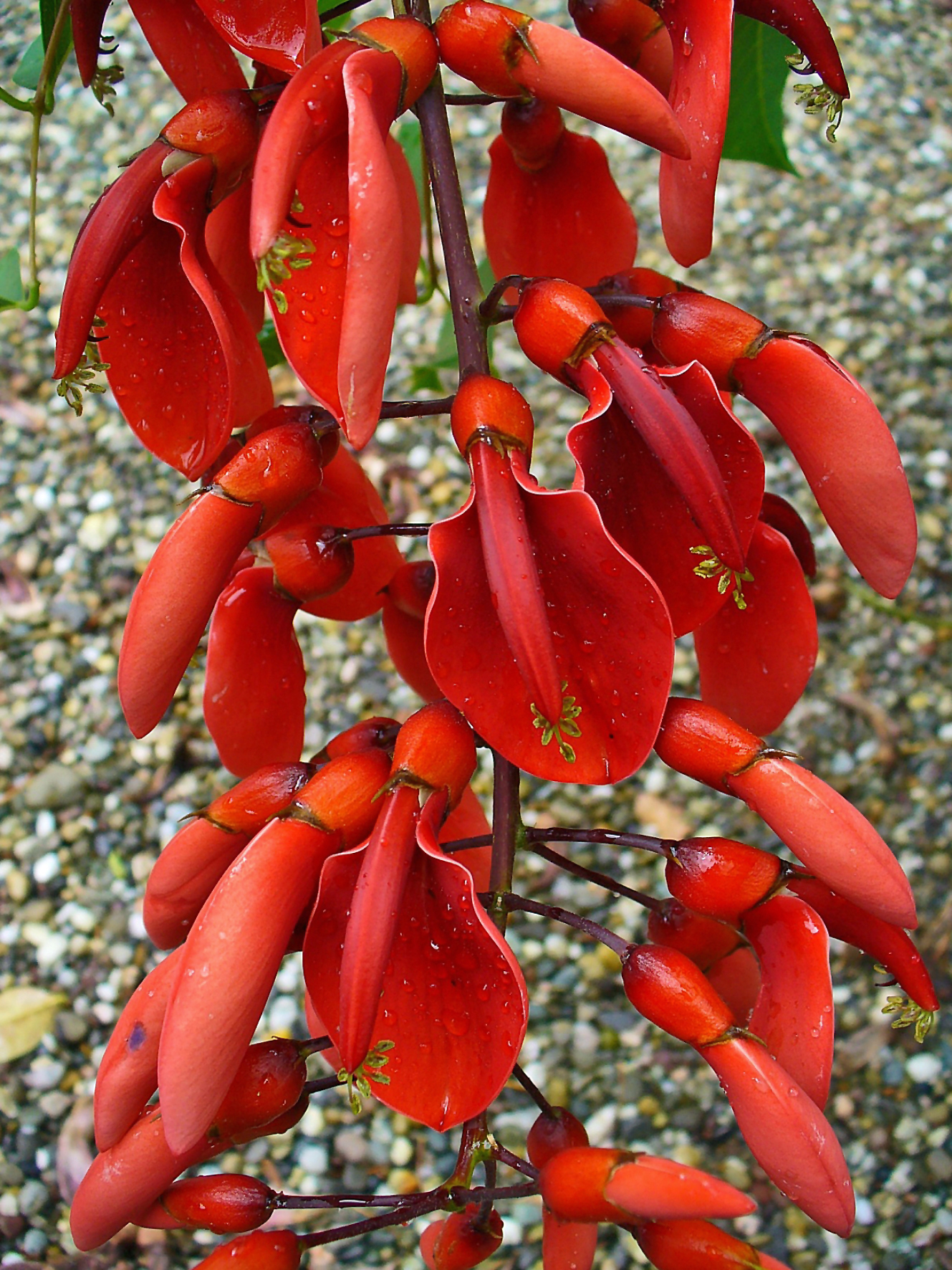

Para designar a la flor nacional, en 1943, el Ministerio de Agricultura designó una comisión especial que propuso al ceibo como flor nacional por iniciativa del ingeniero y Director de Paseos y Jardines de La Plata, Alberto V. Oitaven (autor del libro El ceibo, flor nacional argentina, en 1943).
Entre otros considerandos, el decreto 138974 (del 23 de diciembre de 1942, publicado el 25 de enero de 1943) resalta como motivos de la elección:
- Que la flor del ceibo ha merecido la preferencia de gran número de habitantes de distintas zonas del país, en las diversas encuestas populares promovidas por órganos del periodismo y entidades culturales y científicas.
- Que estas circunstancias han determinado el conocimiento de la flor del ceibo en casi todos los países de Europa y América, donde ya figura, en virtud de dichos antecedentes, como representante floral de la República Argentina.
- Que la flor del ceibo, cuya difusión abarca extensas zonas del país, ha sido evocada en leyendas aborígenes y cantada por poetas, sirviendo también de motivo para trozos musicales que han enriquecido nuestro folklore, con expresiones artísticas de hondo arraigo popular y típicamente autóctonas.
- Que el color del ceibo figura entre los que ostenta nuestro escudo, expresión de argentinidad y emblema de nuestra patria.
- Que además de poseer el árbol del ceibo, por su madera, aplicaciones industriales, su extraordinaria resistencia al medio y su fácil multiplicación han contribuido a la formación geológica del delta mesopotámico, orgullo del país y admiración del mundo.
- Que diversas instituciones oficiales, civiles y militares, han establecido la plantación del ceibo al pie del mástil que sustenta nuestra bandera, asignándole así un carácter simbólico y tradicionalista.
- Que por otra parte no existe en la República una flor que encierre características botánicas, fitogeográficas, artísticas o históricas que hayan merecido la unanimidad de las opiniones para asignarle jerarquía de flor nacional, por lo que las predilecciones, como se ha puesto de manifiesto en las encuestas y concursos llevados a cabo.
- Que además no existe la posibilidad de que una determinada planta abarque sin solución de continuidad toda la extensión del país por la diversidad de sus condiciones climáticas y ecológicas.

Cuenta la leyenda que en las orillas del Paraná vivía una indiecita fea , de rasgos toscos, llamada Anahí. Aunque era fea, en las tardes veraniegas deleitaba a toda la gente de su tribu guaraní con sus canciones inspiradas en sus dioses y el amor a la tierra de la que eran dueños... Pero llegaron los invasores, esos valientes, atrevidos y aguerridos seres de piel blanca, que arrasaron las tribus y les arrebataron las tierras, los ídolos, y su libertad.
Anahí fue llevada cautiva junto con otros indígenas. Pasó muchos días llorando y muchas noches en vigilia, hasta que un día en que el sueño venció a su centinela, la indiecita logró escapar, pero al hacerlo, el centinela despertó, y ella, para lograr su objetivo, hundió un puñal en el pecho de su guardián, y huyó rápidamente a la selva.
El grito del moribundo carcelero, despertó a los otros españoles, que salieron en una persecución que se convirtió en cacería de la pobre Anahí, quien al rato, fue alcanzada por los conquistadores. Éstos, en venganza por la muerte del guardián, le impusieron como castigo la muerte en la hoguera.
La ataron a un árbol e iniciaron el fuego, que parecía no querer alargar sus llamas hacia la doncella indígena, que sin murmurar palabra, sufría en silencio, con su cabeza inclinada hacia un costado. Y cuando el fuego comenzó a subir, Anahí se fue convirtiendo en árbol, identificándose con la planta en un asombroso milagro.
Al siguiente amanecer, los soldados se encontraron ante el espectáculo de un hermoso árbol de verdes hojas relucientes, y flores rojas aterciopeladas, que se mostraba en todo su esplendor, como el símbolo de valentía y fortaleza ante el sufrimiento.